# Mohamed Ahmed
Juma Mohamed Ahmed Ali Gharib (Dubai, 16 aprile 1989) è un calciatore emiratino, difensore dell'Al-Bataeh.

## Carriera

### Club
Cresciuto nelle giovanili del Al Shabab Club, ha esordito in prima squadra nella stagione 2007-2008. Ha militato nel club verdebianco per cinque stagioni, totalizzando 54 presenze e una rete in campionato. Nell'estate del 2012 viene ceduto all'Al-Ain. Il debutto con la nuova maglia in campionato è avvenuto il 23 settembre 2012, nell'incontro Al-Ain FC-Al-Ahli Dubai (3-6). Ha militato nelle file dell'Al-Ain per 11 stagioni, totalizzando 125 incontri e 6 reti messe a segno. Nell'estate 2023 si è trasferito all'Al-Bataeh. Ha debuttato con la nuova maglia il 18 agosto 2023, nell'incontro di campionato Al-Wahda-Al-Bataeh (1-2).

### Nazionale

#### Nazionali Under-20, Under-23 e olimpica
Con la Nazionale Under-20 ha preso parte al mondiale di categoria in Egitto. Ha collezionato in totale, con la selezione Under-20 emiratina, 4 presenze e una rete.
Con la Nazionale Under-23 ha partecipato ai XVI Giochi asiatici, competizione in cui la selezione emiratina ha ottenuto il secondo posto. Ha collezionato in totale, con la selezione Under-23 emiratina, 4 presenze.
Con la Nazionale olimpica, infine, ha partecipato alle Olimpiadi 2012. Ha collezionato in totale, con la selezione olimpica emiratina, 3 presenze.

#### Nazionale maggiore
Ha debuttato in Nazionale maggiore il 17 luglio 2011, nell'amichevole Emirati Arabi Uniti-Libano (6-2). Ha messo a segno la sua prima rete con la maglia della Nazionale il 5 gennaio 2013, in Qatar-Emirati Arabi Uniti (1-3), siglando il gol del definitivo 1-3 al minuto 66. Ha partecipato, con la Nazionale, alla Coppa d'Asia 2011, 2015 e 2019 e alla Coppa del Golfo 2013 (vinta dalla selezione emiratina), 2014 e 2017-2018. È sceso in campo, inoltre, nelle qualificazioni ai Mondiali 2014 e 2018 e nelle Qualificazioni alla Coppa d'Asia 2015.

## Statistiche
| Cronologia completa delle presenze e delle reti in nazionale ― Emirati Arabi Uniti | Cronologia completa delle presenze e delle reti in nazionale ― Emirati Arabi Uniti | Cronologia completa delle presenze e delle reti in nazionale ― Emirati Arabi Uniti | Cronologia completa delle presenze e delle reti in nazionale ― Emirati Arabi Uniti | Cronologia completa delle presenze e delle reti in nazionale ― Emirati Arabi Uniti | Cronologia completa delle presenze e delle reti in nazionale ― Emirati Arabi Uniti | Cronologia completa delle presenze e delle reti in nazionale ― Emirati Arabi Uniti | Cronologia completa delle presenze e delle reti in nazionale ― Emirati Arabi Uniti |
| Data                                                                               | Città                                                                              | In casa                                                                            | Risultato                                                                          | Ospiti                                                                             | Competizione                                                                       | Reti                                                                               | Note                                                                               |
| ---------------------------------------------------------------------------------- | ---------------------------------------------------------------------------------- | ---------------------------------------------------------------------------------- | ---------------------------------------------------------------------------------- | ---------------------------------------------------------------------------------- | ---------------------------------------------------------------------------------- | ---------------------------------------------------------------------------------- | ---------------------------------------------------------------------------------- |
| 17-7-2011                                                                          | al-'Ayn                                                                            | Emirati Arabi Uniti                                                                | 6 – 2                                                                              | Libano                                                                             | Amichevole                                                                         | -                                                                                  |                                                                                    |
| 23-7-2011                                                                          | al-'Ayn                                                                            | Emirati Arabi Uniti                                                                | 0 – 0                                                                              | India                                                                              | Qual. Mondiali 2014                                                                | -                                                                                  |                                                                                    |
| 28-7-2011                                                                          | Nuova Delhi                                                                        | India                                                                              | 2 – 2                                                                              | Emirati Arabi Uniti                                                                | Qual. Mondiali 2014                                                                | -                                                                                  |                                                                                    |
| 6-9-2011                                                                           | Beirut                                                                             | Libano                                                                             | 3 – 1                                                                              | Emirati Arabi Uniti                                                                | Qual. Mondiali 2014                                                                | -                                                                                  |                                                                                    |
| 6-10-2011                                                                          | Shenzhen                                                                           | Cina                                                                               | 2 – 1                                                                              | Emirati Arabi Uniti                                                                | Amichevole                                                                         | -                                                                                  |                                                                                    |
| 11-10-2011                                                                         | Suwon                                                                              | Corea del Sud                                                                      | 2 – 1                                                                              | Emirati Arabi Uniti                                                                | Coppa d'Asia 2011 - 1º turno                                                       | -                                                                                  |                                                                                    |
| 11-11-2011                                                                         | Dubai                                                                              | Emirati Arabi Uniti                                                                | 0 – 2                                                                              | Corea del Sud                                                                      | Qual. Mondiali 2014                                                                | -                                                                                  |                                                                                    |
| 6-9-2012                                                                           | Niigata                                                                            | Giappone                                                                           | 1 – 0                                                                              | Emirati Arabi Uniti                                                                | Amichevole                                                                         | -                                                                                  |                                                                                    |
| 11-9-2012                                                                          | Dubai                                                                              | Emirati Arabi Uniti                                                                | 3 – 0                                                                              | Kuwait                                                                             | Amichevole                                                                         | -                                                                                  |                                                                                    |
| 12-10-2012                                                                         | Dubai                                                                              | Emirati Arabi Uniti                                                                | 2 – 2                                                                              | Uzbekistan                                                                         | Amichevole                                                                         | -                                                                                  |                                                                                    |
| 16-10-2012                                                                         | Dubai                                                                              | Emirati Arabi Uniti                                                                | 6 – 2                                                                              | Bahrein                                                                            | Amichevole                                                                         | -                                                                                  |                                                                                    |
| 14-11-2012                                                                         | Abu Dhabi                                                                          | Emirati Arabi Uniti                                                                | 2 – 1                                                                              | Estonia                                                                            | Amichevole                                                                         | -                                                                                  | 46’                                                                                |
| 25-12-2012                                                                         | Doha                                                                               | Yemen                                                                              | 0 – 2                                                                              | Emirati Arabi Uniti                                                                | Amichevole                                                                         | -                                                                                  |                                                                                    |
| 29-12-2012                                                                         | Doha                                                                               | Yemen                                                                              | 3 – 1                                                                              | Emirati Arabi Uniti                                                                | Amichevole                                                                         | -                                                                                  |                                                                                    |
| 5-1-2013                                                                           | Manama                                                                             | Qatar                                                                              | 1 – 3                                                                              | Emirati Arabi Uniti                                                                | Coppa del Golfo 2013 - 1º turno                                                    | 1                                                                                  |                                                                                    |
| 8-1-2013                                                                           | Riffa                                                                              | Bahrein                                                                            | 1 – 2                                                                              | Emirati Arabi Uniti                                                                | Coppa del Golfo 2013 - 1º turno                                                    | -                                                                                  |                                                                                    |
| 11-1-2013                                                                          | Manama                                                                             | Emirati Arabi Uniti                                                                | 2 – 0                                                                              | Oman                                                                               | Coppa del Golfo 2013 - 1º turno                                                    | -                                                                                  | 81’                                                                                |
| 15-1-2013                                                                          | Riffa                                                                              | Emirati Arabi Uniti                                                                | 1 – 0                                                                              | Kuwait                                                                             | Coppa del Golfo 2013 - Semifinale                                                  | -                                                                                  |                                                                                    |
| 18-1-2013                                                                          | Manama                                                                             | Emirati Arabi Uniti                                                                | 2 – 1 dts                                                                          | Iraq                                                                               | Coppa del Golfo 2013 - Finale                                                      | -                                                                                  |                                                                                    |
| 6-2-2013                                                                           | Hanoi                                                                              | Vietnam                                                                            | 1 – 2                                                                              | Emirati Arabi Uniti                                                                | Qual. Coppa d'Asia 2015                                                            | -                                                                                  | 58’                                                                                |
| 22-3-2013                                                                          | Abu Dhabi                                                                          | Emirati Arabi Uniti                                                                | 2 – 1                                                                              | Uzbekistan                                                                         | Qual. Coppa d'Asia 2015                                                            | -                                                                                  |                                                                                    |
| 5-9-2013                                                                           | Riad                                                                               | Trinidad e Tobago                                                                  | 3 – 3                                                                              | Emirati Arabi Uniti                                                                | Amichevole                                                                         | -                                                                                  |                                                                                    |
| 9-9-2013                                                                           | Riad                                                                               | Emirati Arabi Uniti                                                                | 2 – 0                                                                              | Nuova Zelanda                                                                      | Amichevole                                                                         | -                                                                                  |                                                                                    |
| 9-10-2013                                                                          | Shenzhen                                                                           | Emirati Arabi Uniti                                                                | 2 – 0                                                                              | Malaysia                                                                           | Amichevole                                                                         | -                                                                                  |                                                                                    |
| 15-10-2013                                                                         | Hong Kong                                                                          | Hong Kong                                                                          | 0 – 4                                                                              | Emirati Arabi Uniti                                                                | Qual. Coppa d'Asia 2015                                                            | -                                                                                  |                                                                                    |
| 27-5-2014                                                                          | Carouge                                                                            | Emirati Arabi Uniti                                                                | 3 – 4                                                                              | Armenia                                                                            | Amichevole                                                                         | -                                                                                  |                                                                                    |
| 3-6-2014                                                                           | Meyrin                                                                             | Emirati Arabi Uniti                                                                | 1 – 0                                                                              | Georgia                                                                            | Amichevole                                                                         | -                                                                                  |                                                                                    |
| 7-9-2014                                                                           | Villach                                                                            | Paraguay                                                                           | 0 – 0                                                                              | Emirati Arabi Uniti                                                                | Amichevole                                                                         | -                                                                                  |                                                                                    |
| 10-10-2014                                                                         | Abu Dhabi                                                                          | Emirati Arabi Uniti                                                                | 0 – 0                                                                              | Australia                                                                          | Amichevole                                                                         | -                                                                                  |                                                                                    |
| 14-10-2014                                                                         | Dubai                                                                              | Emirati Arabi Uniti                                                                | 0 – 4                                                                              | Uzbekistan                                                                         | Amichevole                                                                         | -                                                                                  | 56’                                                                                |
| 6-11-2014                                                                          | Al Hofuf                                                                           | Emirati Arabi Uniti                                                                | 3 – 2                                                                              | Libano                                                                             | Amichevole                                                                         | -                                                                                  |                                                                                    |
| 14-11-2014                                                                         | Gedda                                                                              | Emirati Arabi Uniti                                                                | 0 – 0                                                                              | Oman                                                                               | Coppa del Golfo 2014 - 1º turno                                                    | -                                                                                  |                                                                                    |
| 17-11-2014                                                                         | Gedda                                                                              | Emirati Arabi Uniti                                                                | 2 – 2                                                                              | Kuwait                                                                             | Coppa del Golfo 2014 - 1º turno                                                    | -                                                                                  | 60’                                                                                |
| 20-11-2014                                                                         | Riyad                                                                              | Emirati Arabi Uniti                                                                | 2 – 0                                                                              | Iraq                                                                               | Coppa del Golfo 2014 - 1º turno                                                    | -                                                                                  |                                                                                    |
| 23-11-2014                                                                         | Riyad                                                                              | Arabia Saudita                                                                     | 3 – 2                                                                              | Emirati Arabi Uniti                                                                | Coppa del Golfo 2014 - Semifinale                                                  | -                                                                                  |                                                                                    |
| 15-1-2015                                                                          | Canberra                                                                           | Bahrein                                                                            | 1 – 2                                                                              | Emirati Arabi Uniti                                                                | Coppa d'Asia 2015 - 1º turno                                                       | -                                                                                  |                                                                                    |
| 19-1-2015                                                                          | Brisbane                                                                           | Iran                                                                               | 1 – 0                                                                              | Emirati Arabi Uniti                                                                | Coppa d'Asia 2015 - 1º turno                                                       | -                                                                                  |                                                                                    |
| 23-1-2015                                                                          | Sydney                                                                             | Giappone                                                                           | 1 – 1 (4 - 5 dtr)                                                                  | Emirati Arabi Uniti                                                                | Coppa d'Asia 2015 - Quarti di finale                                               | -                                                                                  |                                                                                    |
| 27-1-2015                                                                          | Newcastle                                                                          | Australia                                                                          | 2 – 0                                                                              | Emirati Arabi Uniti                                                                | Coppa d'Asia 2015 - Semifinale                                                     | -                                                                                  |                                                                                    |
| 30-1-2015                                                                          | Newcastle                                                                          | Iraq                                                                               | 2 – 3                                                                              | Emirati Arabi Uniti                                                                | Coppa d'Asia 2015 - Finale 3º posto                                                | -                                                                                  |                                                                                    |
| 16-6-2015                                                                          | Shah Alam                                                                          | Timor Est                                                                          | 0 – 1                                                                              | Emirati Arabi Uniti                                                                | Qual. Mondiali 2018                                                                | -                                                                                  |                                                                                    |
| 28-8-2015                                                                          | Abu Dhabi                                                                          | Emirati Arabi Uniti                                                                | 1 – 0                                                                              | Birmania                                                                           | Amichevole                                                                         | -                                                                                  | 81’                                                                                |
| 3-9-2015                                                                           | Abu Dhabi                                                                          | Emirati Arabi Uniti                                                                | 10 – 0                                                                             | Malaysia                                                                           | Qual. Mondiali 2018                                                                | 1                                                                                  |                                                                                    |
| 8-9-2015                                                                           | Al-Ram                                                                             | Palestina                                                                          | 0 – 0                                                                              | Emirati Arabi Uniti                                                                | Qual. Mondiali 2018                                                                | -                                                                                  |                                                                                    |
| 8-10-2015                                                                          | Gedda                                                                              | Arabia Saudita                                                                     | 2 – 1                                                                              | Emirati Arabi Uniti                                                                | Qual. Mondiali 2018                                                                | -                                                                                  |                                                                                    |
| 5-11-2015                                                                          | Abu Dhabi                                                                          | Emirati Arabi Uniti                                                                | 5 – 1                                                                              | Turkmenistan                                                                       | Amichevole                                                                         | -                                                                                  | 58’                                                                                |
| 16-1-2016                                                                          | Abu Dhabi                                                                          | Emirati Arabi Uniti                                                                | 2 – 1                                                                              | Islanda                                                                            | Amichevole                                                                         | -                                                                                  |                                                                                    |
| 24-3-2016                                                                          | Abu Dhabi                                                                          | Emirati Arabi Uniti                                                                | 2 – 0                                                                              | Palestina                                                                          | Qual. Mondiali 2018                                                                | -                                                                                  |                                                                                    |
| 29-3-2016                                                                          | Abu Dhabi                                                                          | Emirati Arabi Uniti                                                                | 1 – 1                                                                              | Arabia Saudita                                                                     | Qual. Mondiali 2018                                                                | -                                                                                  |                                                                                    |
| 1-9-2016                                                                           | Saitama                                                                            | Giappone                                                                           | 1 – 2                                                                              | Emirati Arabi Uniti                                                                | Qual. Mondiali 2018                                                                | -                                                                                  |                                                                                    |
| 6-9-2016                                                                           | Abu Dhabi                                                                          | Emirati Arabi Uniti                                                                | 0 – 1                                                                              | Australia                                                                          | Qual. Mondiali 2018                                                                | -                                                                                  | 24’                                                                                |
| 29-8-2017                                                                          | al-'Ayn                                                                            | Emirati Arabi Uniti                                                                | 2 – 1                                                                              | Arabia Saudita                                                                     | Qual. Mondiali 2018                                                                | -                                                                                  |                                                                                    |
| 5-9-2017                                                                           | Amman                                                                              | Iraq                                                                               | 1 – 0                                                                              | Emirati Arabi Uniti                                                                | Qual. Mondiali 2018                                                                | -                                                                                  |                                                                                    |
| 10-11-2017                                                                         | al-'Ayn                                                                            | Emirati Arabi Uniti                                                                | 0 – 1                                                                              | Haiti                                                                              | Amichevole                                                                         | -                                                                                  | 46’                                                                                |
| 14-11-2017                                                                         | al-'Ayn                                                                            | Emirati Arabi Uniti                                                                | 1 – 0                                                                              | Uzbekistan                                                                         | Amichevole                                                                         | -                                                                                  | 46’ 69’, 90+5’                                                                     |
| 17-12-2017                                                                         | Dubai                                                                              | Emirati Arabi Uniti                                                                | 1 – 0                                                                              | Iraq                                                                               | Amichevole                                                                         | -                                                                                  | 73’                                                                                |
| 22-12-2017                                                                         | Kuwait City                                                                        | Emirati Arabi Uniti                                                                | 1 – 0                                                                              | Oman                                                                               | Coppa del Golfo 2017-2018 - 1º turno                                               | -                                                                                  | 80’                                                                                |
| 28-12-2017                                                                         | Kuwait City                                                                        | Kuwait                                                                             | 0 – 0                                                                              | Emirati Arabi Uniti                                                                | Coppa del Golfo 2017-2018 - 1º turno                                               | -                                                                                  |                                                                                    |
| 2-1-2018                                                                           | Kuwait City                                                                        | Iraq                                                                               | 0 – 0 (2 - 4 dtr)                                                                  | Emirati Arabi Uniti                                                                | Coppa del Golfo 2017-2018 - Semifinale                                             | -                                                                                  |                                                                                    |
| 5-1-2018                                                                           | Kuwait City                                                                        | Emirati Arabi Uniti                                                                | 0 – 0 (4 - 5 dtr)                                                                  | Oman                                                                               | Coppa del Golfo 2017-2018 - Finale                                                 | -                                                                                  |                                                                                    |
| 11-9-2018                                                                          | Palamós                                                                            | Emirati Arabi Uniti                                                                | 3 – 0                                                                              | Laos                                                                               | Amichevole                                                                         | -                                                                                  | 85’                                                                                |
| 11-10-2018                                                                         | Barcellona                                                                         | Emirati Arabi Uniti                                                                | 1 – 1                                                                              | Honduras                                                                           | Amichevole                                                                         | -                                                                                  | 90’                                                                                |
| 10-01-2019                                                                         | Abu Dhabi                                                                          | India                                                                              | 0 – 2                                                                              | Emirati Arabi Uniti                                                                | Coppa d'Asia 2019 - 1º turno                                                       | -                                                                                  | 75’                                                                                |
| 14-01-2019                                                                         | al-'Ayn                                                                            | Emirati Arabi Uniti                                                                | 1 – 1                                                                              | Thailandia                                                                         | Coppa d'Asia 2019 - 1º turno                                                       | -                                                                                  |                                                                                    |
| 21-01-2019                                                                         | Abu Dhabi                                                                          | Emirati Arabi Uniti                                                                | 3 – 2 dts                                                                          | Kirghizistan                                                                       | Coppa d'Asia 2019 - Ottavi di finale                                               | -                                                                                  | 82’                                                                                |
| 25-01-2019                                                                         | al-'Ayn                                                                            | Emirati Arabi Uniti                                                                | 1 – 0                                                                              | Australia                                                                          | Coppa d'Asia 2019 - Quarti di finale                                               | -                                                                                  | 18’                                                                                |
| Totale                                                                             |                                                                                    | Presenze                                                                           | 66                                                                                 |                                                                                    | Reti                                                                               | 2                                                                                  |                                                                                    |

| Cronologia completa delle presenze e delle reti in nazionale ― Emirati Arabi Uniti olimpica | Cronologia completa delle presenze e delle reti in nazionale ― Emirati Arabi Uniti olimpica | Cronologia completa delle presenze e delle reti in nazionale ― Emirati Arabi Uniti olimpica | Cronologia completa delle presenze e delle reti in nazionale ― Emirati Arabi Uniti olimpica | Cronologia completa delle presenze e delle reti in nazionale ― Emirati Arabi Uniti olimpica | Cronologia completa delle presenze e delle reti in nazionale ― Emirati Arabi Uniti olimpica | Cronologia completa delle presenze e delle reti in nazionale ― Emirati Arabi Uniti olimpica | Cronologia completa delle presenze e delle reti in nazionale ― Emirati Arabi Uniti olimpica |
| Data                                                                                        | Città                                                                                       | In casa                                                                                     | Risultato                                                                                   | Ospiti                                                                                      | Competizione                                                                                | Reti                                                                                        | Note                                                                                        |
| ------------------------------------------------------------------------------------------- | ------------------------------------------------------------------------------------------- | ------------------------------------------------------------------------------------------- | ------------------------------------------------------------------------------------------- | ------------------------------------------------------------------------------------------- | ------------------------------------------------------------------------------------------- | ------------------------------------------------------------------------------------------- | ------------------------------------------------------------------------------------------- |
| 26-7-2012                                                                                   | Manchester                                                                                  | Emirati Arabi Uniti olimpica                                                                | 1 – 2                                                                                       | Emirati Arabi Uniti olimpica                                                                | Olimpiadi 2012 - 1º turno                                                                   | -                                                                                           | 37’                                                                                         |
| 29-7-2012                                                                                   | Londra                                                                                      | Regno Unito olimpica                                                                        | 3 – 1                                                                                       | Emirati Arabi Uniti olimpica                                                                | Olimpiadi 2012 - 1º turno                                                                   | -                                                                                           |                                                                                             |
| 1-8-2012                                                                                    | Coventry                                                                                    | Senegal olimpica                                                                            | 1 – 1                                                                                       | Emirati Arabi Uniti olimpica                                                                | Olimpiadi 2012 - 1º turno                                                                   | -                                                                                           |                                                                                             |
| Totale                                                                                      |                                                                                             | Presenze                                                                                    | 3                                                                                           |                                                                                             | Reti                                                                                        | 0                                                                                           |                                                                                             |

| Cronologia completa delle presenze e delle reti in nazionale ― Emirati Arabi Uniti under 23 | Cronologia completa delle presenze e delle reti in nazionale ― Emirati Arabi Uniti under 23 | Cronologia completa delle presenze e delle reti in nazionale ― Emirati Arabi Uniti under 23 | Cronologia completa delle presenze e delle reti in nazionale ― Emirati Arabi Uniti under 23 | Cronologia completa delle presenze e delle reti in nazionale ― Emirati Arabi Uniti under 23 | Cronologia completa delle presenze e delle reti in nazionale ― Emirati Arabi Uniti under 23 | Cronologia completa delle presenze e delle reti in nazionale ― Emirati Arabi Uniti under 23 | Cronologia completa delle presenze e delle reti in nazionale ― Emirati Arabi Uniti under 23 |
| Data                                                                                        | Città                                                                                       | In casa                                                                                     | Risultato                                                                                   | Ospiti                                                                                      | Competizione                                                                                | Reti                                                                                        | Note                                                                                        |
| ------------------------------------------------------------------------------------------- | ------------------------------------------------------------------------------------------- | ------------------------------------------------------------------------------------------- | ------------------------------------------------------------------------------------------- | ------------------------------------------------------------------------------------------- | ------------------------------------------------------------------------------------------- | ------------------------------------------------------------------------------------------- | ------------------------------------------------------------------------------------------- |
| 7-11-2010                                                                                   | Canton                                                                                      | Emirati Arabi Uniti under 23                                                                | 1 – 1                                                                                       | Hong Kong under 23                                                                          | XVI Giochi asiatici - 1º turno                                                              | -                                                                                           |                                                                                             |
| 9-11-2010                                                                                   | Canton                                                                                      | Emirati Arabi Uniti under 23                                                                | 3 – 0                                                                                       | Bangladesh under 23                                                                         | XVI Giochi asiatici - 1º turno                                                              | -                                                                                           |                                                                                             |
| 11-11-2010                                                                                  | Canton                                                                                      | Uzbekistan under 23                                                                         | 0 – 3                                                                                       | Emirati Arabi Uniti under 23                                                                | XVI Giochi asiatici - 1º turno                                                              | -                                                                                           |                                                                                             |
| 16-11-2010                                                                                  | Canton                                                                                      | Emirati Arabi Uniti under 23                                                                | 2 – 0                                                                                       | Kuwait under 23                                                                             | XVI Giochi asiatici - Ottavi                                                                | -                                                                                           | 52’                                                                                         |
| Totale                                                                                      |                                                                                             | Presenze                                                                                    | 4                                                                                           |                                                                                             | Reti                                                                                        | 0                                                                                           |                                                                                             |

| Cronologia completa delle presenze e delle reti in nazionale ― Emirati Arabi Uniti under 20 | Cronologia completa delle presenze e delle reti in nazionale ― Emirati Arabi Uniti under 20 | Cronologia completa delle presenze e delle reti in nazionale ― Emirati Arabi Uniti under 20 | Cronologia completa delle presenze e delle reti in nazionale ― Emirati Arabi Uniti under 20 | Cronologia completa delle presenze e delle reti in nazionale ― Emirati Arabi Uniti under 20 | Cronologia completa delle presenze e delle reti in nazionale ― Emirati Arabi Uniti under 20 | Cronologia completa delle presenze e delle reti in nazionale ― Emirati Arabi Uniti under 20 | Cronologia completa delle presenze e delle reti in nazionale ― Emirati Arabi Uniti under 20 |
| Data                                                                                        | Città                                                                                       | In casa                                                                                     | Risultato                                                                                   | Ospiti                                                                                      | Competizione                                                                                | Reti                                                                                        | Note                                                                                        |
| ------------------------------------------------------------------------------------------- | ------------------------------------------------------------------------------------------- | ------------------------------------------------------------------------------------------- | ------------------------------------------------------------------------------------------- | ------------------------------------------------------------------------------------------- | ------------------------------------------------------------------------------------------- | ------------------------------------------------------------------------------------------- | ------------------------------------------------------------------------------------------- |
| 5-6-2009                                                                                    | La Seyne                                                                                    | Paesi Bassi under 20                                                                        | 1 – 0                                                                                       | Emirati Arabi Uniti under 20                                                                | Torneo di Tolone 2009 - Gironi                                                              | -                                                                                           |                                                                                             |
| 3-10-2009                                                                                   | Alessandria d'Egitto                                                                        | Ungheria under 20                                                                           | 2 – 0                                                                                       | Emirati Arabi Uniti under 20                                                                | Mondiali Under-20 2009 - 1º turno                                                           | -                                                                                           |                                                                                             |
| 7-10-2009                                                                                   | Suez                                                                                        | Venezuela under 20                                                                          | 1 – 2                                                                                       | Emirati Arabi Uniti under 20                                                                | Mondiali Under-20 2009 - Ottavi                                                             | 1                                                                                           |                                                                                             |
| 10-10-2009                                                                                  | Il Cairo                                                                                    | Emirati Arabi Uniti under 20                                                                | 1 – 2 dts                                                                                   | Costa Rica under 20                                                                         | Mondiali Under-20 2009 - Quarti                                                             | -                                                                                           |                                                                                             |
| Totale                                                                                      |                                                                                             | Presenze                                                                                    | 4                                                                                           |                                                                                             | Reti                                                                                        | 1                                                                                           |                                                                                             |

## Palmarès

### Club
- UAE Arabian Gulf League: 4

Al-Ain: 2012-2013, 2014-15, 2017-18, 2021-22
- UAE Super Cup: 2

Al-Ain: 2012, 2015
- UAE Arabian Gulf Cup: 2

Al Shabab: 2010-2011
Al Ain: 2021-2022
- Coppa dei Campioni del Golfo: 1

Al Shabab: 2011
- Coppa del Presidente degli Emirati Arabi Uniti: 2

Al-Ain: 2013-2014, 2017-2018

### Nazionale
- Giochi asiatici

2010
- Coppa delle nazioni del Golfo

2013